# دونوفان مورغان (مصارع محترف)
دونوفان مورغان (بالإنجليزية: Donovan Morgan)‏ هو مصارع محترف أمريكي، ولد في 10 يناير 1976 في سان فرانسيسكو في الولايات المتحدة.

## وصلات خارجية
- دونوفان مورغان على موقع CageMatch worker (الإنجليزية)
- دونوفان مورغان على موقع قاعدة بيانات المصارعة على الإنترنت (الإنجليزية)

- دونوفان مورغان على موقع IMDb (الإنجليزية)
- دونوفان مورغان على موقع قاعدة بيانات الفيلم (الإنجليزية)